# Tiberi Claudi Soter
Tiberi Claudi Soter (llatí: Tiberius Claudius Soter) fou un pintor de l'antiga Grècia conegut solament per les inscripcions, que el consideren un artista molt fi en les peces de mosaics. Va viure durant l'Imperi, però el segle concret és una qüestió controvertida. Una inscripció l'anomena pictor quadrigularius.